# Yves Galland
Pour les articles homonymes, voir Galland.
Yves Galland, né le 8 mars 1941 à Paris et mort le 13 juillet 2025 à Bonny-sur-Loire (Loiret), est un avocat, un homme politique et un homme d'affaires français.

## Biographie
Après des études de droit, il commence sa carrière dans le monde des affaires avant d'entrer également dans celui de la politique en devenant député européen de 1979 à 1986, puis de 1989 à 1995 sous l'étiquette du Parti radical valoisien (alors composante de l'UDF), dont il est membre depuis 1977. Il exerce les fonctions de secrétaire général de ce parti de 1983 à 1986, puis de président de 1988 à 1994.
Il devient ministre délégué aux Collectivités locales dans le second gouvernement de Jacques Chirac de 1986 à 1988, ministre de l'Industrie dans le premier gouvernement d'Alain Juppé en 1995, et enfin ministre délégué aux Finances et au Commerce extérieur dans le second de 1995 à 1997. À ce poste, il fait notamment adopter la loi Galland définissant légalement un nouveau calcul de « seuil de revente à perte » pour le calcul de prix de revient des commerçants, distinguant de fait la marge arrière de la marge avant.
Il retourne ensuite à temps plein dans le privé en devenant président d'Europ Assistance en 2000, puis président de Boeing France en 2003, tout en demeurant conseiller de Paris. Il est président du groupe UDF jusqu'en 2005 et rejoint en mai 2007 le groupe centriste dissident (Nouveau Centre) dirigé par Yves Pozzo di Borgo, créé pour protester contre la stratégie de François Bayrou au niveau national puis en juillet le groupe UMP afin de soutenir la candidature de Françoise de Panafieu à la mairie de Paris.
Yves Galland meurt le 13 juillet 2025 à l'âge de 84 ans.

## Ouvrages
- avec Gilles Roy, Révolution aéronautique, le défi de l'environnement, Pearson, 2008

## Décorations
- médaille de la République orientale de l'Uruguay[5]